# 国際知的財産保護協会
国際知的財産保護協会（International Association for the Protection of Intellectual Property）は、知的財産の専門職、学者、権利者などを会員とする非営利の国際機関（NGO）である。略称はAIPPI（フランス語のAssociation Internationale pour la Protection de la Propriété Intellectuelleの略語（頭字語））である）。

## 概要
AIPPIは、1897年にベルギーのブリュッセルにおける委員会で設立が決定され、スイスのチューリッヒに本部を置いている。工業所有権の保護に関するパリ条約の1883年の改正につながる作業に積極的な役割を果たした。その後も、国際的な知的財産法制の調和に大きな役割を果たしている。旧称は国際工業所有権保護協会（International Association for the Protection of Industrial Property）であったが、2001年3月に現在の名称に変更された。
AIPPIは、既存の各国の法制についての研究を行い、世界各国の会員であるグループに協議し意見を聴取した上で、これらの法制を国際的に調和するための手段を提案するという運営方法を採っている。日本では日本国際知的財産保護協会が日本グループに相当する。